# Zé Carlos (ur. 1965)
Zé Carlos, właśc. José Carlos Conceição dos Anjos (ur. 21 marca 1965 w Salvadorze) – piłkarz brazylijski, występujący podczas kariery na pozycji pomocnika.

## Kariera klubowa
Karierę piłkarską Zé Carlos rozpoczął w klubie EC Bahia w 1986. W lidze brazylijskiej zadebiutował 31 sierpnia 1986 w wygranym 4-0 meczu z Rio Branco AC. Z Bahią zdobył mistrzostwo Brazylii w 1988 oraz trzykrotnie mistrzostwo stanu Bahia – Campeonato Baiano w 1986, 1987 i 1988.
W 1989 przeszedł do SC Internacional w 1987. Z Internacionalem zdobył mistrzostwo stanu Rio Grande do Sul – Campeonato Gaúcho w 1991. Ostatnie lata kariery Zé Carlos spędził w Clube Atlético Mineiro. W barwach Atlético 11 grudnia 1994 w przegranym 0-1 meczu z Corinthians Paulista Zé Carlos wystąpił po raz ostatni w lidze brazylijskiej.
Ogółem w latach 1986–1994 wystąpił w lidze w 133 meczach, w których strzelił 18 bramek. Z Galo zdobył Copa CONMEBOL 1992 oraz dwukrotnie mistrzostwo stanu Minas Gerais – Campeonato Mineiro w 1991 i 1995. Ogółem w barwach Galo Zé Carlos rozegrał 106 meczów, w których strzelił 13 bramek.

## Kariera reprezentacyjna
W reprezentacji Brazylii Zé Carlos zadebiutował 10 maja 1989 w wygranym 4-0 towarzyskim meczu z reprezentacją Peru. Ostatni raz w reprezentacji Zé Carlos wystąpił 8 czerwca 1989 w wygranym 4-0 towarzyskim meczu z reprezentacją Portugalii.
| Mecze i gole w reprezentacji | Mecze i gole w reprezentacji | Mecze i gole w reprezentacji | Mecze i gole w reprezentacji | Mecze i gole w reprezentacji | Mecze i gole w reprezentacji | Mecze i gole w reprezentacji |
| #                            | Data                         | Miasto                       | Przeciwnik                   | Gol                          | Wynik                        | Rozgrywki                    |
| ---------------------------- | ---------------------------- | ---------------------------- | ---------------------------- | ---------------------------- | ---------------------------- | ---------------------------- |
| 1.                           | 10.05.1989                   | Fortaleza                    | Peru                         |                              | 4:0                          | towarzyski                   |
| 2.                           | 24.05.1989                   | Lima                         | Peru                         |                              | 1:1                          | towarzyski                   |
| 3.                           | 08.06.1989                   | Rio de Janeiro               | Portugalia                   |                              | 4:0                          | towarzyski                   |